# Feminism lesbian
Feminismul lesbian este o mișcare culturală și o perspectivă critică care a atins apogeul în anii 1970 și 1980 în America de Nord și Europa de Vest. Mișcarea tinde să investigheze poziția lesbienelor în societate dintr-un punct de vedere feminist, în acest fel împletind teorii LGBT și queer cu teorii feministe. Dintre teoreticienele feministe-lesbiene pot fi citate: Rita Mae Brown, Adrienne Rich, Audre Lorde, Marilyn Frye, Mary Daly, Sheila Jeffreys și Monique Witting.
Feminismul lesbian și-a avut originea în nemulțumirea, în anii 1970, față de al doilea val feminist și mișcarea eliberării gay. Lesbienele erau minorități în ambele mișcări: feminismul de bază nu lua întotdeauna în considerare problemele lesbiene, fiind heteronormativ, iar mișcarea gay era centrată pe problemele bărbaților homosexuali și nu pe cele ale femeilor.
Feminismul lesbian propovăduiește adesea lesbianismul ca o revoltă rațională împotriva structurilor patriarhale care oprimă femeile. În acest sens, lesbianismul devine simbol al eliberării femeilor.

## Idei principale
Sheila Jeffries subliniază cele șapte obiective principale ale feminismului lesbian.
- Accent pe iubirea femeii pentru femeie
- Crearea organizațiilor separatiste
- Societate și idei
- Lesbianismul este o chestiune de alegere
- Personalul este politic
- Negarea ierarhiei sociale
- Critica superiorității masculine